# 川田悦子
川田 悦子（かわだ えつこ、昭和24年（1949年）2月13日 - ）は、日本の政治家。衆議院議員（1期）を務めた。福島県立白河女子高等学校（現福島県立白河旭高等学校）卒業。参議院議員の川田龍平（立憲民主党）は次男。

## 来歴
元法律事務所職員。遺伝子疾患である血友病を発症した次男・龍平がその治療に用いられた血液製剤によりHIV（ヒト免疫不全ウイルス）に感染、薬害エイズの真相究明を求める運動の先頭に立って活動する。2000年10月に、衆議院議員山本譲司の辞職に伴い行われた東京21区補欠選挙に無所属で市民の党の応援を受ける形で出馬し、初当選。院内会派に属さず無所属で活動。2003年の総選挙にも出馬したが落選。
落選後は、無防備地域宣言運動ネットワークの呼びかけ人としても名を連ねていた。

## 政治的主張
- 2003年、静岡空港建設反対の国会議員署名活動で署名者に加わっている[2]。
- 選択的夫婦別姓制度導入に賛成[3]。

## 著書

### 単著
- 『貧乏議員 : 国会「イビリの掟」を笑う』講談社、2002年4月、ISBN 4062112647
- 『龍平とともに : 薬害エイズとたたかう日々』岩波書店、1997年2月、ISBN 4000255517

### 共著
- 『龍平の未来 : エイズと闘う19歳』広河隆一、講談社、1995年3月、ISBN 4062075172
- 『薬害エイズはいま新しいたたかいへ』保田行雄、かもがわ出版、1998年8月、ISBN 4876994005
- 『現在(いま)生きる : 川田竜平・悦子の親子対談』川田竜平、新日本出版社、1998年4月ISBN 4406025839
- 北沢杏子、中川重徳、宗像恒次、山本直英、池上千寿子、川田悦子、大石敏寛ほか 著、北沢杏子 編『エイズ集中講義』アーニ出版、1999年9月20日。ISBN 978-4870011243。